# Kalifornische Rosskastanie

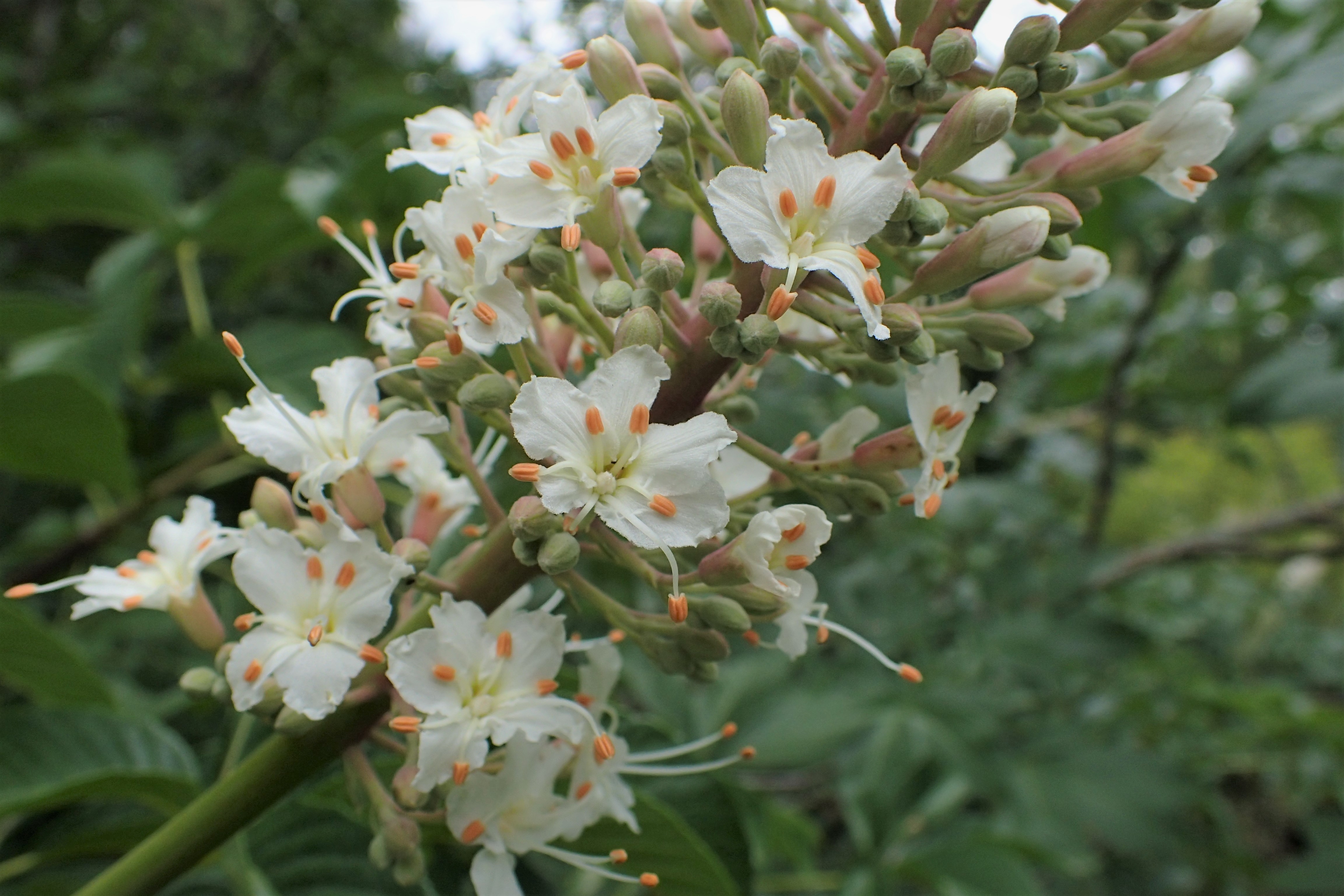
Blütenstand mit männlichen Blüten in Vordergrund

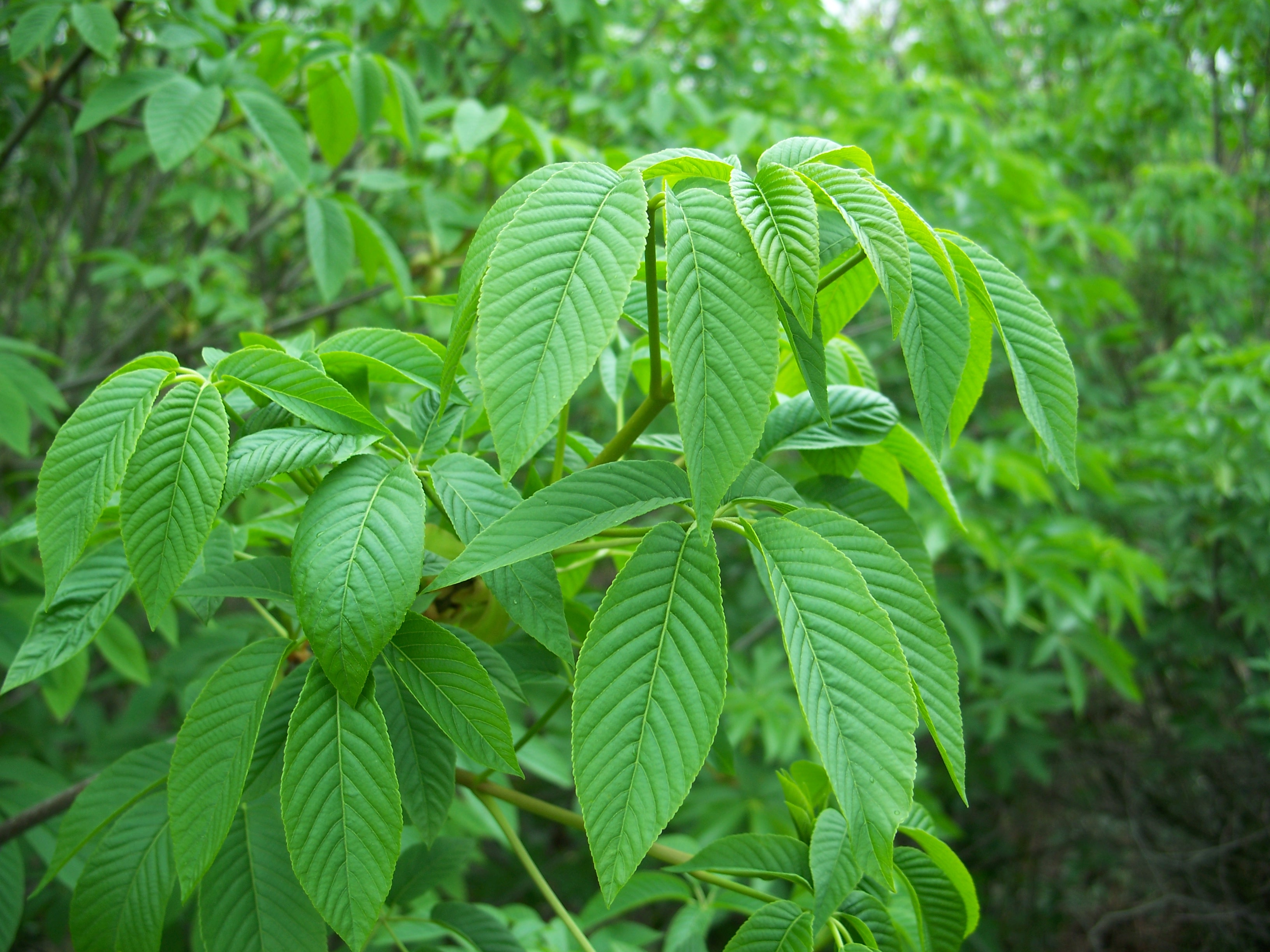
Blätter

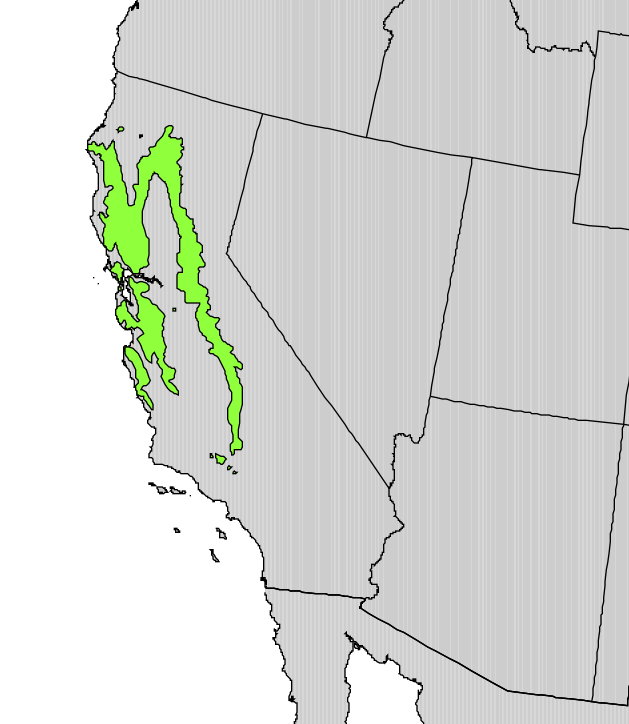
Verbreitungskarte

Die Kalifornische Rosskastanie (Aesculus californica) ist ein nur in Kalifornien heimischer Vertreter der Rosskastanien (Aesculus).

## Beschreibung

### Vegetative Merkmale
Die Kalifornische Rosskastanie wächst als laubabwerfender Baum oder als breiter Strauch, der häufig dichte Gebüsche bildet. Sie erreicht Wuchshöhen von bis über 14 m und einen (Kronen-)Durchmesser von 3, selten auch bis zu 15 m. Der Stammdurchmesser erreicht über 1 Meter, selten bis 1,5 Meter. Die schuppige Borke ist gräulich bis braun-grau. Die Zweige sind jung rötlich-braun und kahl. Die Knospen sind spitz und harzig.
Die gegenständigen Laubblätter sind handförmig gefiedert und bestehen aus fünf, selten vier bis sieben, Fiederblättchen. Der Blattstiel ist 1 bis 12 cm lang. Die Blättchen sind 7 bis 17 cm lang, 2 bis 6 cm breit, eiförmig bis elliptisch, lanzettlich oder verkehrt-eiförmig. Die Spitze ist spitz bis zugespitzt, der Grund keilförmig bis stumpf oder leicht herzförmig. Der Rand ist spitzig gesägt. Die Blattunterseite ist kahl, leicht blaugrün, an den Nerven sitzen kurze weiße Haare. Die Oberseite ist kahl und dunkelgrün. Die Blättchenstiele sind 0,5 bis 3 cm lang und zerstreut weiß behaart.

### Generative Merkmale
Die Kalifornische Rosskastanie ist andromonözisch, mit überwiegend männlichen Blüten. Der endständige und reichblütige, rispige Blütenstand ist säulenförmig, 8 bis 20 cm lang und dicht behaart. Der Blütenstiel ist behaart und 3 bis 10 mm lang. Die angenehm duftenden, zwittrigen oder männlichen Blüten besitzen eine doppelte Blütenhülle. Der Kelch ist 5 bis 8 mm lang, glockig bis röhrig, lavendel-grau bis rosafarben oder purpurn. Die fünf Kelchblätter bilden – in unterschiedlicher Zusammensetzung – ein oder zwei Lippen. Die vier oder fünf Kronblätter sind fast weiß bis hellrosa. Die oberen und die seitlichen Kronblätter sind 12 bis 18 mm lang, fast gleich und leicht abspreizend. Die Nägel sind kürzer als der Kelch und behaart. Die Platten sind verkehrt-eiförmig, stumpf, Oberfläche und Rand sind behaart und drüsenlos. Das fünfte Kronblatt ist klein oder fehlt. Die fünf bis sieben, vorstehende Staubblätter sind ungleich, 18 bis 30 mm lang, in männlichen Blüten länger. Die Staubfäden sind gebogen, purpurn bis weiß und kahl, die Staubbeutel sind leuchtend orangefarben, kahl, an der Spitze und der Basis der Loculi drüsig. Fruchtbare Stempel sind mit Griffel länger als die Staubblätter. Es ist jeweils ein Diskus vorhanden. Bei männlichen Blüten ist ein Pistillode vorhanden.
Die Kapselfrucht ist verkehrt-eiförmig und hat einen Durchmesser von 5 bis 8 cm. Das Perikarp ist dünn und hellbraun. Sie enthält meist einen Samen, der blass orange-braun ist und einen Durchmesser von 2,5 bis 5 cm hat.
Die Chromosomenzahl beträgt 2n = 40.

## Verbreitung und Standorte
Die Kalifornische Rosskastanie ist ein Endemit Kaliforniens und geographisch von den anderen Arten der Gattung isoliert. Sie wächst entlang der Küstenkette und an den Westhängen der Sierra Nevada. Selten ist sie im Central Valley zu finden. Sie steigt von Meeresniveau bis in 1500 m Seehöhe. Sie wächst häufig entlang von Bächen und in Schluchten, auf lehmigen oder trockenen Schotter-Böden.

## Ökologie und Nutzung
Der Blattaustrieb erfolgt im Februar, der Blattfall im Spätsommer. Die Blüte erfolgt von Mai bis Juli.
Alle Pflanzenteile sind giftig. Amerikanische Ureinwohner verwendeten gemahlene Samen als Fischgift. Nektar und Pollen sind für Honigbienen giftig.
Die Samen sind nach Vorbehandlung und Entfernung der Bitterstoffe essbar.

## Systematik
Die Kalifornische Rosskastanie wurde zunächst 1834 von Édouard Spach als Calothyrsus californica beschrieben, jedoch 1838 von Thomas Nuttall in die Gattung Aesculus gestellt. Aesculus californica ist der einzige amerikanische Vertreter der Sektion Calothyrsus, deren übrige Vertreter in Asien heimisch sind.

## Belege
- James W. Hardin: A Revision of the American Hippocastanaceae II. Brittonia, Band 9, 1957, S. 173–195.